# إعاقات تؤثر على القدرات الذهنية
هناك مجموعة متنوعة من الإعاقات التي تؤثر على القدرات الذهنية. وهذا مفهوم واسع النطاق يشمل مختلف أوجه العجز الفكري أو المعرفي، بما في ذلك الإعاقة الذهنية (التي كانت تسمى سابقًا التخلف العقلي)، والعجز الخفيف جدًا بحيث لا يمكن تصنيفه على أنه إعاقة ذهنية، ومختلف الحالات الأخرى (مثل صعوبات الخاصة في التعلم)، والأضرار التي قد تصيب الدماغ مع الوقت مثل إصابات الدماغ المكتسبة أو الأمراض العصبية التنكسية مثل الخرف.
تؤثر العديد من هذه الإعاقات على الذاكرة، وهي القدرة على تذكر الأشياء بمرور الوقت. عادةً تنتقل الذاكرة من الذاكرة الحسية إلى الذاكرة العاملة، ثم أخيرًا إلى الذاكرة طويلة المدى. عادةً ما يواجه الأشخاص ذوو الإعاقات الذهنية مُشكلة في أحد هذه الأنواع من الذاكرة.

## الإعاقة الذهنية
الإعاقة الذهنية، والمعروفة أيضًا باسم الإعاقة العامة في التعلم، والتى كانت تُعرف سابقًا بالتخلف العقلي (وهو مصطلح يعتبر الآن مهينًا)،  هي اضطراب عام يتسم باختلال كبير في الأداء الإدراكي ووجود عجز في سلوكين تكيفيين أو أكثر يظهران قبل مرحلة البلوغ. وقد عُرِّفت الإعاقة الذهنية تاريخيًا على أنها درجة الذكاء (IQ) أقل من 70، ولكن التعريف الآن يشمل مكونًا واحدًا يتعلق بالأداء العقلي ومكونًا آخر يتعلق بالمهارات الوظيفية للأفراد في بيئتهم، ولذلك فإن معدل الذكاء ليس العامل الوحيد.
يتوجب ظهور الإعاقة الذهنية في فترة النمو، وليس فقط في مرحلة البلوغ. وعلى النقيض من ذلك، فإن الأشخاص الذين يعانون من ضعف الإدراك لديهم أو كان لديهم في السابق معدل ذكاء طبيعي، ولكنهم الآن يعانون من الارتباك والنسيان وصعوبة التركيز؛ ويعد ضعف الإدراك من الأعراض النمطية لإصابات الدماغ والآثار الجانبية للأدوية والخرف.

## إعاقات التعلم الخاصة
إعاقة التعلم الخاصة هي تصنيف يشمل العديد من الاضطرابات التي يواجه فيها الشخص صعوبة في التعلم بطريقة طبيعية، وعادةً ما يكون السبب غير معروف أو ناتج عن عوامل غير محددة، ولكن في بعض الأحيان قد تنتج بعد الإصابة بالسكتة دماغية أو مشكلات طبية أخرى. تشمل صعوبات التعلم الخاصة عسر القراءة وخلل الأداء التنموي واضطرابات أخرى في النمو النفسي. على عكس الإعاقات الذهنية الأخرى فهي لا تدل على مستوى الذكاء العام، ولذلك لا يعتبرها العديد من الخبراء إعاقة ذهنية حقيقية. بدلًا من ذلك، يواجه الأشخاص الذين يعانون من إعاقات معينة في التعلم صعوبة في أداء أنواع معينة من المهارات المعرفية أو إذا تم تعليمهم بالطرق التقليدية. لا يمكن علاج أو الشفاء من إعاقات التعلم الخاصة، ولكن يمكن تخفيف آثارها من خلال استخدام استراتيجيات تعلم مُختلفة.
يواجه الأفراد الذين يعانون من صعوبات خاصة في التعلم بعض التحديات طوال حياتهم. يُمكن أن يكون الدعم الاجتماعي عامل أساسي للطلاب الذين يعانون من إعاقات محددة في التعلم في النظام المدرسي. من خلال الدعم والتدخل المناسبين، يمكن للأشخاص الذين يعانون من صعوبات محددة في التعلم أن ينجحوا في المدرسة وفي حياتهم. على العكس من ذلك، فإن العديد من الأفراد الذين كافحوا في المدرسة أو الذين اعتبروا "كسالى" أو "أغبياء" في المدرسة، قد يكون لديهم عجز تعليمي محدد غير معترف به بدلاً من عيوب في الشخصية أو انخفاض في معدل الذكاء.

## إصابات الدماغ المُكتسبة
إصابة الدماغ المكتسبة (ABI) هو تلف في الدماغ قد يحصل بعد الولادة، وليس كجزء من اضطراب وراثي أو خلقي. وهو يؤثر عادة على الأداء المعرفي أو البدني أو العاطفي أو الاجتماعي. يمكن أن تنتج إصابات الدماغ المكتسبة إما عن إصابة دماغية رضية أو إصابة غير رضية مثل السكتة الدماغية أو العدوى أو تعاطي المخدرات. معظم تعريفات إصابات الدماغ المكتسبة تستبعد الاضطرابات العصبية التنكسية.